# TerraPower
TerraPower é uma empresa de design de reatores nucleares com sede em Bellevue, Washington, Estados Unidos. TerraPower está desenvolvendo uma classe de reatores nucleares rápidos chamados de reator de ondas viajantes (TWR).
O conceito TWR coloca um pequeno núcleo de combustível enriquecido no centro de uma massa muito maior de material não físsil, neste caso urânio empobrecido. Os nêutrons da fissão no núcleo "geram" novo material físsil na massa circundante, produzindo Pu239. Com o tempo, combustível suficiente é gerado na área ao redor do núcleo para que também comece a sofrer fissão, enviando nêutrons mais para dentro da massa e continuando o processo enquanto o núcleo original se queima. Ao longo de décadas, a reação se desloca do núcleo do reator para o exterior, dando assim o nome de "onda viajante".

## Desenhos

### Reator de ondas viajantes
TerraPower escolheu reatores de ondas viajantes (ROVs) como sua tecnologia primária. O principal benefício de tais reatores é a alta utilização de combustível de uma maneira que não requer reprocessamento nuclear e poderia eventualmente eliminar a necessidade de enriquecimento de urânio. Os ROVs são projetados para converter nuclídeos férteis tipicamente não físseis, como U-238, em nuclídeos físseis como Pu-239 in-situ e, em seguida, deslocar a energia da região altamente queimada para a região recém-criada, como um reator reprodutor integrado. Isso permite os benefícios de um ciclo de combustível fechado sem o gasto e o risco de proliferação de plantas de enriquecimento e reprocessamento normalmente necessárias para obtê-los. Combustível suficiente para entre 40 e 60 anos de operação poderia estar no reator desde o início. O reator pode ser enterrado abaixo do solo, onde pode funcionar por cerca de 100 anos. TerraPower descreveu o conceito de projeto de seu reator principal como "Geração IV, reator rápido refrigerado a sódio líquido".

## Informações da Empresa
TerraPower é parcialmente financiada pelo Departamento de Energia dos EUA e pelo Laboratório Nacional de Los Alamos. Um dos principais investidores da TerraPower é Bill Gates (via Cascade Investment). Outros incluem Charles River Ventures e Khosla Ventures, que supostamente investiram US $35 milhões em 2010. TerraPower é liderado pelo CEO Chris Levesque. Em dezembro de 2011, a Reliance Industries da Índia comprou uma participação minoritária por meio de uma de suas subsidiárias. O presidente da Reliance Industries, Mukesh Ambani, fará parte do conselho da empresa. Outros participantes da TerraPower incluem cientistas e engenheiros do Laboratório Nacional Lawrence Livermore, Fast Flux Test Facility, Microsoft e várias universidades, bem como gerentes da Siemens AG, Areva NP, o projeto ITER, Ango Systems Corporation e o Departamento de Energia dos EUA.
Os objetivos da empresa incluem:
- Explorar melhorias significativas para a energia nuclear usando tecnologias do século 21, recursos computacionais de última geração e dados expandidos.
- Avaliação do impacto de novos conceitos em todo o ciclo do combustível, desde a mineração até o descarte do combustível irradiado.
- Buscar um caminho independente, com financiamento privado.